# Klage
Die Klage ist im Zivilprozess sowie in den Verfahren vor den Verwaltungs-, Sozial-, Arbeits- und Finanzgerichten die Verfahrenseinleitung, also der Antrag auf gerichtliche Entscheidung in den Verfahren, in denen aufgrund einer mündlichen Verhandlung durch Urteil entschieden wird. Im Strafverfahren wird die von der Staatsanwaltschaft zu erhebende öffentliche Klage vor einem Gericht auch Anklage genannt. Nach § 113 Abs. 5 Nr. 2 FamFG wird eine Klage in Familiensachen und in der freiwilligen Gerichtsbarkeit Antrag genannt.

## Deutschland
Die Klage wird durch einen Schriftsatz an das Gericht (im Verfahren vor den Amtsgerichten auch zur Niederschrift des Urkundsbeamten der Geschäftsstelle) und dessen Zustellung an den Beklagten erhoben (§ 253 Abs. 1 ZPO).
Eine Klageeinreichung per normaler E-Mail ist unzulässig, jedoch stehen elektronische Wege der Kommunikation mit dem Gericht (sog. sichere Übermittlungswege nach § 130a Abs. 4 ZPO)  sowohl Anwälten (beA) als auch Bürgern (z. B. Mein Justizpostfach, absenderbestätigte De-Mail) offen.
An Stelle einer Klage kann auch ein Antrag auf Durchführung eines gerichtlichen Mahnverfahrens oder ein Antrag auf einstweiligen Rechtsschutz gestellt werden. Ferner kann eine Klage dadurch erhoben werden, dass der Kläger einen Antrag auf Prozesskostenhilfe stellt und zugleich eine Klageschrift bei Gericht einreicht.
Gemäß § 253 Abs. 5 S. 1 ZPO hat der Kläger die für die Zustellung erforderliche Zahl von Abschriften beizufügen. Eine Missachtung gegen diese Vorgabe macht die Klage aber nicht unzulässig.
Sofern eine natürliche Person eine Klage elektronisch z. B. mittels einer absenderbestätigten De-Mail bei Gericht einreicht, bedarf es nach § 253 Abs. 5 S. 2 ZPO keiner Beifügung von Abschriften. Da alle Anwälte verpflichtet sich am elektronischen Rechtsverkehr teilzunehmen, müssen auch Anwälte keine Abschriften einreichen.

### Anwaltszwang
Beim Amtsgericht kann man auch ohne Anwalt prozessieren (außer bei bestimmten Familiensachen). Ggf. hilft bei der Formulierung der Klage – und auch bei Schreiben im Laufe des Verfahrens wie der Erwiderung auf die Klage – ein Rechtspfleger der Rechtsantragsstelle des Amtsgerichts kostenlos.
Beim Landgericht und höherrangigen Gerichten kann nur ein Rechtsanwalt eine Klage einreichen, § 78 Abs. 1 ZPO. Beide Parteien müssen sich hier durch Anwälte vertreten lassen. Wer keinen Anwalt hat, kann den Prozess allein deshalb verlieren.

### Inhalt der Klageschrift gemäß § 253 ZPO in Verbindung mit § 130 ZPO
Muss-Vorschriften:
- Bezeichnung der Parteien;
- Bezeichnung des örtlich und sachlich zuständigen Gerichts;
- Angabe des Streitgegenstands (Klagegrund und Klageantrag);
- eigenhändige Unterschrift des Klägers bzw. Prozessbevollmächtigten

Da Anwälte seit dem 1. Januar 2022 Klagen und Schriftsätze mittels elektronischem Rechtsverkehr an die Gerichte senden müssen, sind handschriftliche Unterschriften nicht mehr nötig.
Sofern Privatpersonen eine Klage mittels dem kostenlosen Dienst Mein Justizpostfach oder per kostenpflichtiger absenderbestätiger De-Mail einreichen ist nach § 130a ZPO auch keine eigenhändige Unterschrift mehr nötig. Bei einer Klage vor dem Sozialgericht ist nach § 92 I S. 2 SGG die Unterschrift kein zwingendes Erfordernis, sofern sich aus dem Inhalt der Klageschrift und den anderen Unterlagen zweifelsfrei die Identität des Klägers und die Unbedingtheit der Klageerhebung ergibt.
Die Bezeichnung einer Partei ist als Teil einer Prozesshandlung auslegungsfähig. Ungenaue Bezeichnungen wie falsche Vornamen oder Firmenbezeichnungen oder Irrtümer über die Rechtsform einer Gesellschaft können berichtigt werden, insbesondere nach gerichtlichem Hinweis gem. § 139 ZPO und stellen keinen Parteiwechsel dar.
Die Abteilung des zuständigen Gerichts muss nicht genannt werden, es sei denn, dass vor der Kammer für Handelssachen des Landgerichts verhandelt werden soll (§ 96 Abs. 1 GVG). Die Zuweisung der Klage an die jeweiligen Abteilungen ist Sache der Postverteilerstelle des Gerichts und richtet sich nach dem jeweiligen Geschäftsverteilungsplan.
Wie genau der Klagegrund in der Klageschrift dargestellt sein muss, ist streitig. Es wird sowohl vertreten, dass der Streitgegenstand individualisierbar sein müsse, als auch, dass der Klageantrag substantiiert dargelegt werden müsse. Jedenfalls wird für die Zulässigkeit der Klage keine Schlüssigkeit des klägerischen Vorbringens verlangt.
Soll-Vorschriften:
- Angaben über den Wert des Streitgegenstandes zwecks Bestimmung der sachlichen Zuständigkeit § 253;
- Erklärung zur Besetzung des Gerichts § 253 (in der Praxis entbehrlich, da im Gegensatz zur früher geltenden Rechtslage der Einzelrichter ipso iure zuständig ist);
- Anträge, welche der Kläger in der Sitzung zu stellen beabsichtigt;
- Bezeichnung der Beweismittel § 130

Für den Kläger ist es tunlich, die seinen Klageantrag begründenden Tatsachen bereits in der Klageschrift und nicht erst in der mündlichen Verhandlung schlüssig vorzutragen und möglichst schon die Beweismittel zu nennen, weil das Gericht, wenn sich durch eine verspätete Beibringung eine Verzögerung des Verfahrens ergäbe und die Verzögerung auf grober Nachlässigkeit des Klägers beruht, das entsprechende Angriffs- oder Verteidigungsmittel zurückweisen kann (Präklusion). Eine Präklusion berührt nicht die Zulässigkeit der Klage. Der Kläger läuft aber Gefahr, dass seine Klage als unbegründet abgewiesen wird. Ist die Klage in der Klageschrift nicht schlüssig vorgetragen, liegt bei Säumnis des Beklagten, auch wenn der Kläger in der mündlichen Verhandlung die Klage durch weiteres tatsächliches Vorbringen schlüssig macht, ein Erlasshinderungsgrund für ein Versäumnisurteil vor.
Einen Antrag, im Falle der Nichtanzeige der Verteidigungsbereitschaft durch den Beklagten ein Versäumnisurteil zu erlassen, empfiehlt sich bereits in der Klageschrift zu stellen. Anträge die Kostentragungspflicht und die Sicherheitsleistung wegen vorläufiger Vollstreckbarkeit betreffend, sind nicht erforderlich, weil das Gericht darüber im Zuge des Verfahrens (Abweisung, Vergleich, Urteil) von Amts wegen erkennt.
Rechtsausführungen sind in der Klageschrift rechtlich gesehen nicht erforderlich, weil es Aufgabe des Gerichts ist, aus dem vorgetragenen Sachverhalt die entsprechenden rechtlichen Schlüsse zu ziehen und daher über Rechtsfragen durch die Parteien bzw. ihre Prozessbevollmächtigten nicht belehrt werden muss („iura novit curia“; lat. „das Gericht kennt das Gesetz“). In der Praxis sind rechtliche Ausführungen in der Klageschrift je nach Sachverhalt dennoch die Regel.
Für Klagen im Sozialrecht gilt die Formvorschrift des § 92 SGG.

### Klagevoraussetzungen
Die bei Gericht anhängige Klage wird nur zugestellt, wenn die deutsche Gerichtsbarkeit zur Entscheidung berufen ist. Außerdem muss die Klageschrift in der Gerichtssprache (= Deutsch, teilweise auch Sorbisch) verfasst sein. Der Kläger hat insbesondere Vorschuss für die Gerichtskosten zu leisten. Soweit eine Güteverhandlung vor einem Schlichter oder Friedensrichter obligatorisch ist, ist ein Nachweis über deren Durchführung als Zustellungsvoraussetzung zu erbringen. Ist das Gericht in 1. Instanz nicht sachlich zuständig, leidet die Klageschrift an Einreichungsmängeln wie einer fehlenden Unterschrift oder fehlt die Postulationsfähigkeit, so wird die anhängige Klage ebenfalls dem Beklagten nicht zugestellt.

## Österreich
In Österreich stellt sich – im Sinne des oben gewährten, kursorischen Grobüberblicks über die deutsche Rechtslage – die Situation ähnlich dar. Die Klage ist auch hier der verfahrenseinleitende Schriftsatz im „klassischen“ Zivilprozess – also der erste Schriftsatz, mit dem vor allem der Streitgegenstand und die Verfahrensparteien determiniert werden und mit dem der Kläger (zunächst dem Gericht gegenüber) kundtut, was er aus welchem Grund vom Beklagten begehrt (z. B. verkürzt: Zahlung von 400,00 €, weil der Beklagte kausal, rechtswidrig und schuldhaft dem Kläger einen Schaden in dieser Höhe verursacht hat). Im Gerichtsakt – betreffend dieses Verfahren – hat die Klage auch folgerichtig die ON (Ordnungsnummer) 1.
Die Norm, in der die Klage unmittelbar geregelt ist, ist § 226 ZPO, doch haben auch andere Normen zentrale Bedeutung für die Klage.